# العلاقات الإندونيسية المارشالية
العلاقات الإندونيسية المارشالية هي العلاقات الثنائية التي تجمع بين إندونيسيا وجزر مارشال.

## مقارنة بين البلدين
هذه مقارنة عامة ومرجعية للدولتين:
| وجه المقارنة                                              | إندونيسيا         | جزر مارشال                     |
| --------------------------------------------------------- | ----------------- | ------------------------------ |
| المساحة (كم2)                                             | 1.90 مليون        | 181                            |
| عدد السكان (نسمة)                                         | 263.99 مليون      | 53.13 ألف                      |
| الكثافة السكانية (ن./كم²)                                 | 138.94            | 29.35 ألف                      |
| العاصمة                                                   | جاكرتا            | ماجورو                         |
| اللغة الرسمية                                             | اللغة الإندونيسية | لغة إنجليزية، اللغة المارشالية |
| العملة                                                    | روبية إندونيسية   | دولار أمريكي                   |
| الناتج المحلي الإجمالي (بليون دولار)                      | 1.02 تريليون      | 199.40 مليون                   |
| الناتج المحلي الإجمالي (تعادل القوة الشرائية) بليون دولار | 2.85 تريليون      | 207.25 مليون                   |
| الناتج المحلي الإجمالي الاسمي للفرد دولار أمريكي          | 3.35 ألف          | 3.38 ألف                       |
| الناتج المحلي الإجمالي للفرد دولار أمريكي                 | 10.52 ألف         | 3.80 ألف                       |
| مؤشر التنمية البشرية                                      | 0.684             |                                |
| رمز المكالمات الدولي                                      | +62               | +692                           |
| رمز الإنترنت                                              | .id               | .mh                            |
| المنطقة الزمنية                                           |                   | ت ع م+12:00                    |

## منظمات دولية مشتركة
يشترك البلدان في عضوية مجموعة من المنظمات الدولية، منها:
| علم المنظمة | اسم المنظمة                   | تاريخ انضمام إندونيسيا | تاريخ انضمام جزر مارشال |
| ----------- | ----------------------------- | ---------------------- | ----------------------- |
|             | البنك الدولي للإنشاء والتعمير | 13 أبريل 1967          | 21 مايو 1992            |
|             | بنك التنمية الآسيوي           | 1966                   | 1990                    |
|             | يونسكو                        | 27 مايو 1950           | 30 يونيو 1995           |
|             | الاتحاد الدولي للاتصالات      | 1949                   | 22 فبراير 1996          |
|             | مؤسسة التمويل الدولية         | 23 أبريل 1968          | 23 سبتمبر 1992          |
|             | منظمة الشرطة الجنائية الدولية | 5 أكتوبر 1954          | ?                       |
|             | الأمم المتحدة                 | 28 سبتمبر 1950         | 17 سبتمبر 1991          |
|             | مؤسسة التنمية الدولية         | 20 أغسطس 1968          | 19 يناير 1993           |
|             | منظمة حظر الأسلحة الكيميائية  | ?                      | ?                       |

## وصلات خارجية
- موقع وزارة الخارجية الإندونيسية